# Proussy
Proussy è un ex comune francese di 421 abitanti situato nel dipartimento del Calvados nella regione della Normandia. Dal 1º gennaio 2017 è stato accorpato ai comuni di La Chapelle-Engerbold, Condé-sur-Noireau, Lénault, Saint-Germain-du-Crioult e Saint-Pierre-la-Vieille per formare il comune di Condé-en-Normandie, del quale costituisce comune delegato.

## Società

### Evoluzione demografica
Abitanti censiti